# إصدار إشارات (اتصال عن بعد)
يشير مصطلح إصدر الإشارات (أو التأشير) في سياق الاتصال عن بعد إلى استخدام الإشارات في التحكم الدائرة الكهربية للاتصال وبالتالي التحكم في الاتصال.

## التصنيف
يمكن تصنيف أنظمة إصدار الإشارات بناءً على عدة خصائص رئيسية منها:

### إصدار إشارات داخل النطاق وخارج النطاق
يشير مفهوم إصدار الإشارات داخل النطاق، في شبكة الهاتف العامة، إلى تمرير إشارات التحكم على نفس القناة أو ضمن نفس نطاق التردد الذي يتم عليه تمرير إشارة الاتصال ذاته، مثل نظام إصدار الإشارات المتعددة الترددات الثنائية النغمة، والمستخدم في معظم خطوط هواتف العملاء.
فيما يشير مفهوم إصدار الإشارات خارج النطاق إلى تمرير إشارات التحكم على قناة منفصلة عن القناة المستخدمة في تمرير لإشارة الاتصال ذاته. وقد استخدمت هذه التقنية منذ ظهور نظام إصدار الإشارات رقم 6 في السبعينيات، ونظام إصدار الإشارات رقم 7 في عام 1980 والذي أصبح معيار لإصدار الإشارات على المستوى الدولي.  
في أمريكا الشمالية وفي منتصف القرن العشرين كانت إشارات التحكم في قنوات الاتصال طويل المسافات تصدر داخل النطاق، وفي أواخر القرن تم نقل جميع هذه الإشارات إلى خارج النطاق، ومع ظهور القنوات الرقمية نقلت هذه الإشارات في البريد الناقل المخصص للإشارات.